# ティベリーナ島

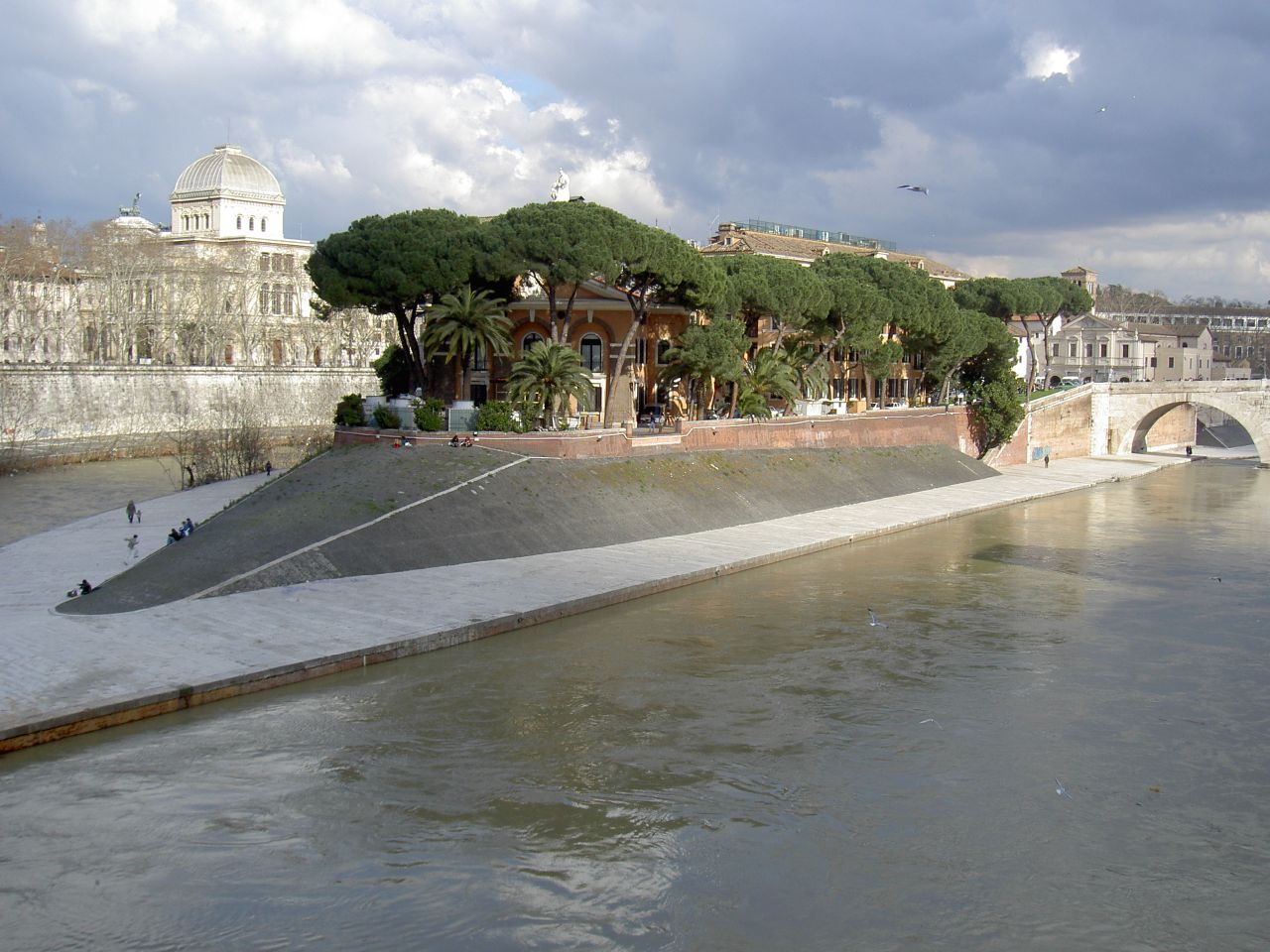
ティベリーナ島

ティベリーナ島（ティベリーナとう、Isola Tiberina）はローマのテヴェレ川にある島。
全長270メートル、最大幅が67メートルのテヴェレ川の中洲である。紀元前291年に、アスクレペイオン（アスクレーピウスの聖域）が島の東側に建てられ、この神殿には多くの人々が集まったことによりある種の病院的な役割としても機能した。

## ファーテベネフラテッリ病院

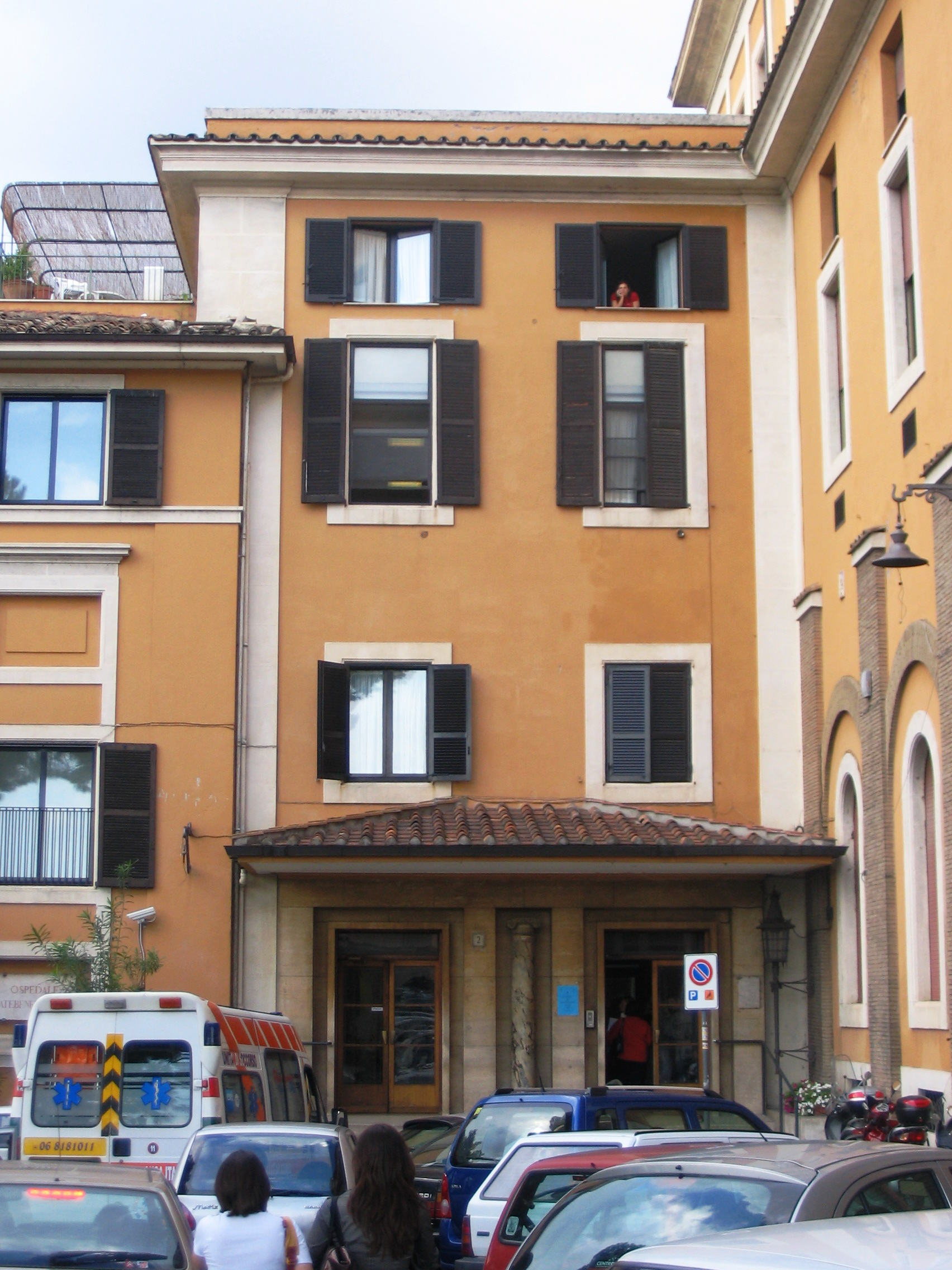
ファーテベネフラテッリ病院

16世紀の中ごろにサン・ジョヴァンニ・カリビータ・ファーテベネフラテッリ病院（Ospedale San Giovanni Calibita Fatebenefratelli）が建てられ、その病院は現存する。

## サン・バルトロメオ・アリソーラ教会

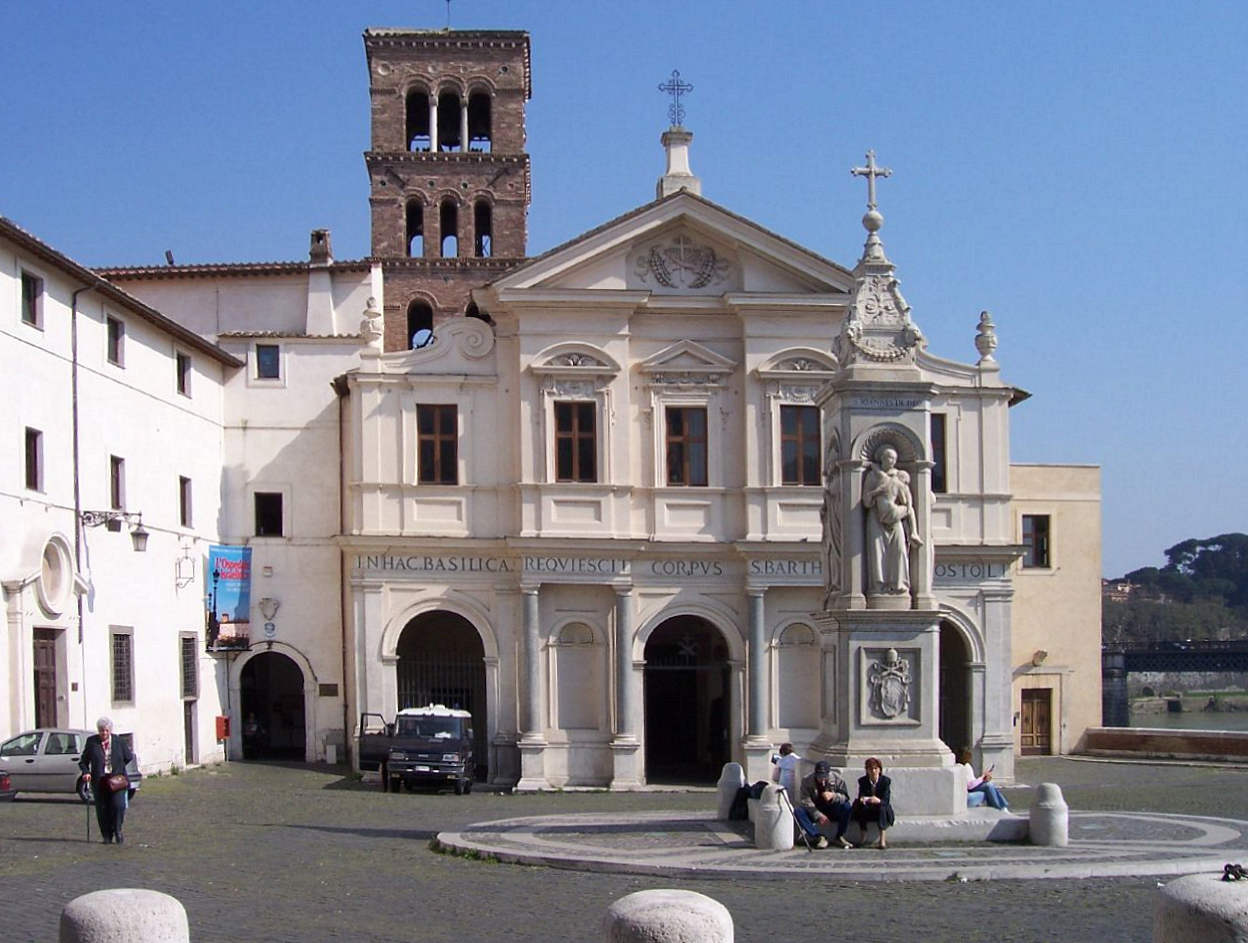
サン・バルトメオ教会

かつてアスクレペイオンがあった場所に、神聖ローマ帝国皇帝オットー3世（在位 983年 - 1002年）により10世紀に創建された教会。古代ローマ時代、ティベリーナ島のこの部分は船の舳先に模して大理石貼りとされていたが、教会の周囲には現在でもこの大理石舗装が残っている。1118年にローマ教皇パスカリス2世により修復され、さらに1180年にも修復されたことが分かっている。
ロマネスク様式の鐘楼を持つ教会であり、紀元2000年の大聖年に際し、ローマ教皇ヨハネ・パウロ2世が訪れた。

## 伝説
島の起源について次のような伝説がある。かつてローマは王政であったが、最後の王タルクィニウス・スペルブスは市民に追放されることとなった。市民らは王の持ち物であった穀物など忌まわしい、口にもしたくないとしすべてテヴェレ川に投棄した。水位の低い時期に、刈り入れ待ちのものすら含めて捨てたものだから、それらが他のゴミとともに堆積し島となった。これをベースとして市民が整備した結果、様々な建物が立ち並ぶ現在のような姿となった、というものである。

## アクセス
テヴェレ川右岸のトラステヴェレからはケスティウス橋を渡ってすぐ。また、テヴェレ川左岸のカンプス・マルティウスからはファブリキウス橋を渡ってすぐ。
- ATAC トラム 8系統 Beli停留所より東へ約250m
- ATAC トラム 8系統 Arenula- Ministero Grazia E Giustizia停留所より東へ約350m
- ローマ地下鉄B線 チルコ・マッシモ駅より北西へ約1.3km